# واسب-12
WASP-12, بالعربية واسب-12 هو أحد النجوم الموجودة في كوكبه ممسك الأعنة, وله القدر الظاهري 11 فيصنف بالقزم الأصفر، أو ما يسمى علمياً بنجم نوع-ج. ويبعد هذا النجم 1400 سنة ضوئية عن كوكب الأرض وهذا النجم يمتلك حجم قريب من حجم الشمس.

## نظام كوكبي
في عام 2008, تم أكتشاف الكوكب واسب-12بي الواقع خارج المجموعة الشمسية بطريقة الترانزيت.

## معرض صور

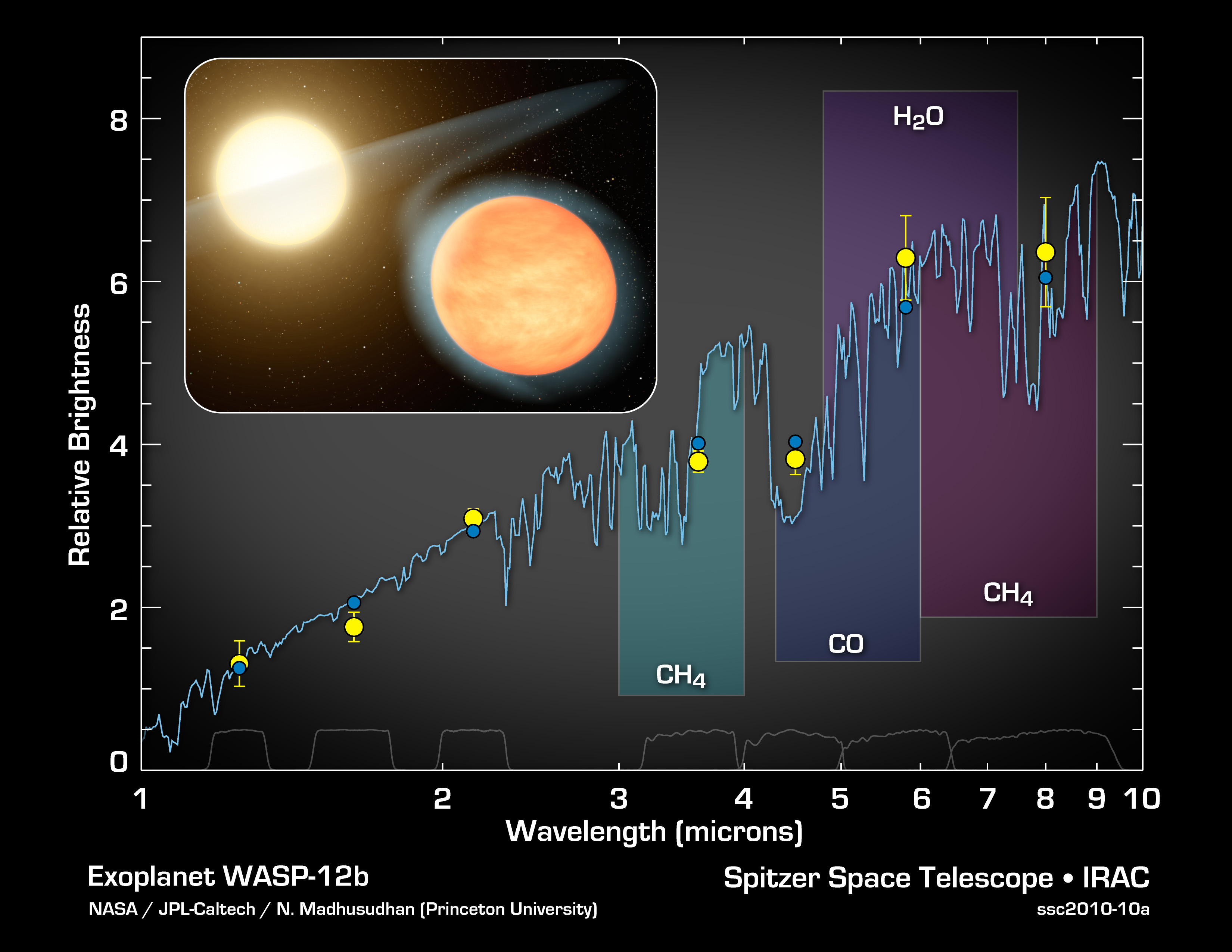
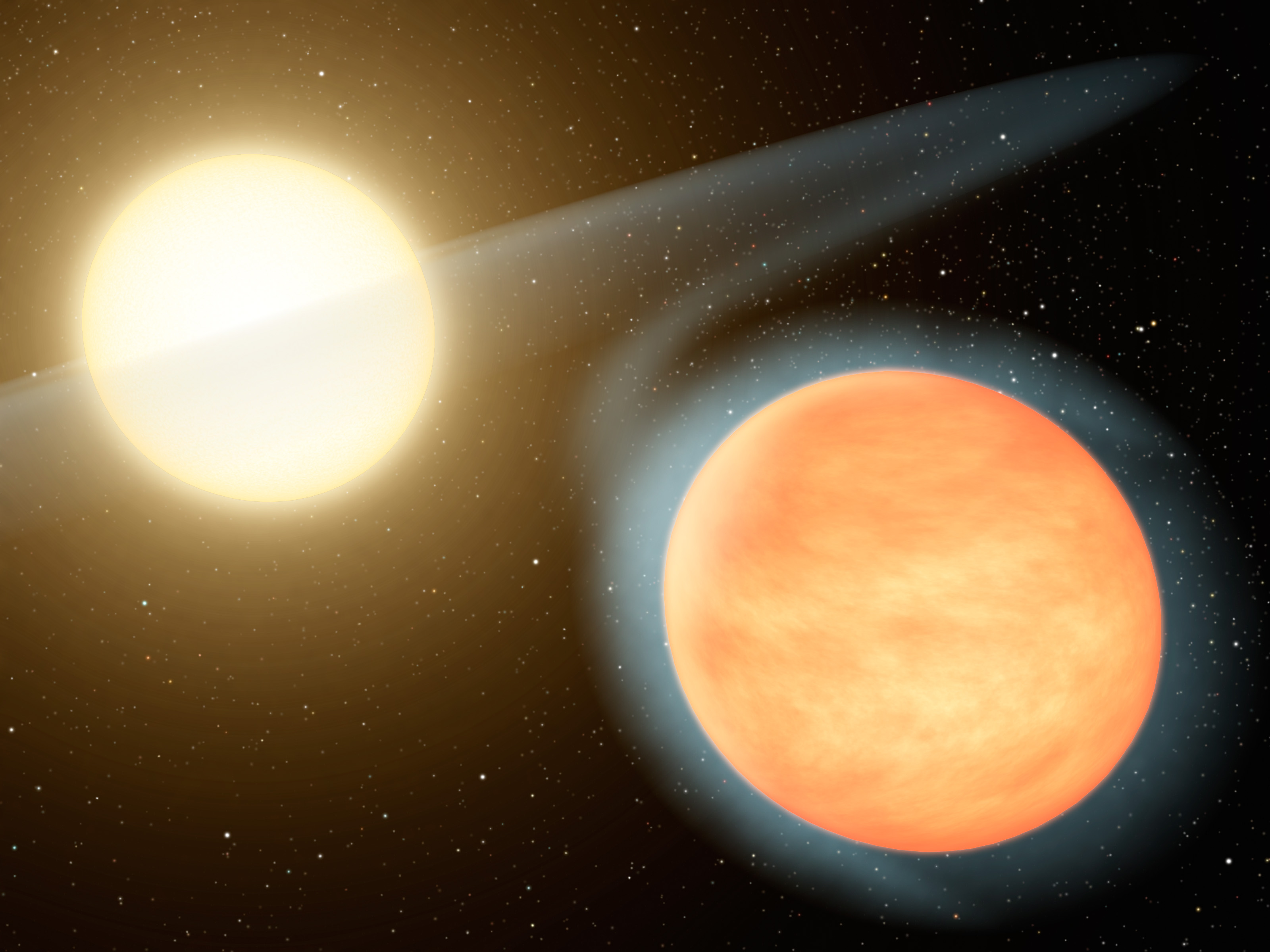
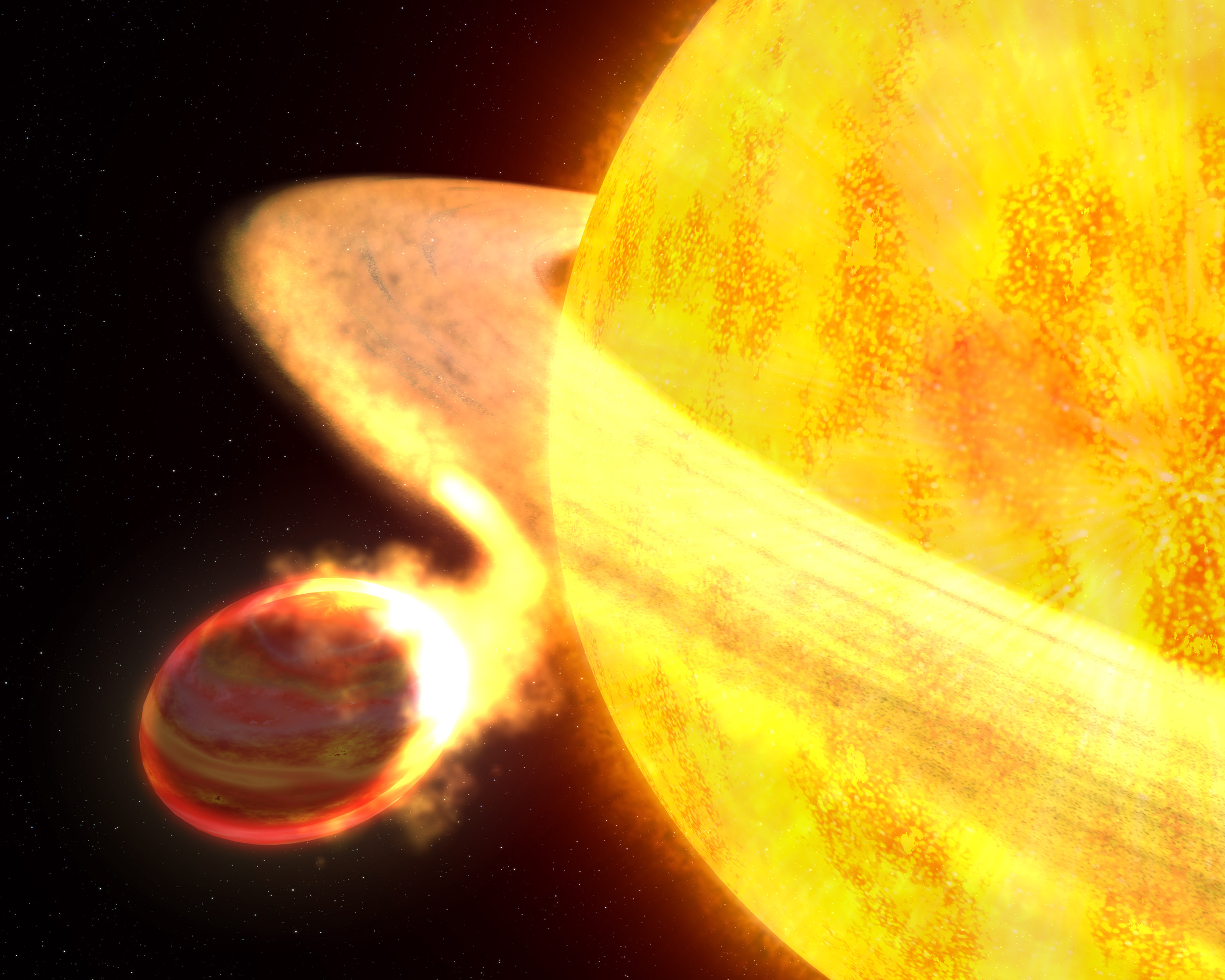

## أنظر
- واسب-12بي

## مواقع خارجية
- "WASP-12". Exoplanets. مؤرشف من الأصل في 2016-11-30. اطلع عليه بتاريخ 2009-05-06.